# Phorbia vitripenis
Phorbia vitripenis är en tvåvingeart som beskrevs av Fan 1986. Phorbia vitripenis ingår i släktet Phorbia och familjen blomsterflugor.
Artens utbredningsområde är Sichuan (Kina). Inga underarter finns listade i Catalogue of Life.